# Jeff Joseph
 (février 2013).
Si vous disposez d'ouvrages ou d'articles de référence ou si vous connaissez des sites web de qualité traitant du thème abordé ici, merci de compléter l'article en donnant les références utiles à sa vérifiabilité et en les liant à la section « Notes et références ».
Jeff Joseph  (né le 30 septembre 1953 à Saint-Joseph et mort le 23 novembre 2011 à Fort-de-France en Martinique d'un accident vasculaire cérébral) était un chanteur dominiquais.
Il est le fondateur des Gramacks, groupe musical dominiquais créé 1972. Puis, il a fait partie du groupe Volt-Face.
En 1985, il poursuit une carrière musicale en solo en s'installant à New York où il rencontre en 1988 le groupe Kool and the Gang avec lequel il produira 3 titres : World Music, Banana Sweet et One,Two,Three.
Son fils, Jefferson-Lee Joseph Jr, né en Guadeloupe le 28/08/2002, est joueur de Rugby à Agen en 2020,.